# ウルトラマンキッズ
ウルトラマンキッズは、ウルトラシリーズのキャラクターをディフォルメ化した作品のシリーズ。

## 概要
ウルトラシリーズの新作テレビシリーズが途切れていた1980年代半ばに新たなキャラクタービジネスとしてグッズ展開された。新たなファン層を獲得することに成功し、その人気を受けてアニメ作品も製作された。各作品はそれぞれ設定や世界観は異なる独立した作品となっており、キャラクターのデザインや性格も若干異なる。

## 登場キャラクター
マー
主人公の男の子。
ピコ
ウルトラマンキッズのオリジナルキャラ。クラスの人気者。面倒見もよく、よくいじめられているエスを心配している。基本的にみんなと仲良しでマーとは幼馴染。バルには全く気がない。
セブ
マーやエス、ターの親友。頭脳明晰なクラス一の発明家でサイエンティスト。いじめられっこのエスを庇うなど正義感は強い。母親と離れて暮らすマーの心情を察し、陰ながら心配している。
ター
マーのクラスメイト。セブとは従兄弟。
エス
本作では気の弱いいじめられっ子だが、やるときはやるタイプ。3話でバルとガッツンにいじめられ泣かされていたが、自分自身で反撃した。
ルーキィ
ルート
ノージィ
ピグコ
ミドリ
バル
乱暴者のガキ大将。しかし気のいい一面もあり、マーやピコたちと仲良く遊んでいる場面も多い。
ガッツン
バルの子分格。ブルドッグを飼っている。(ことわざ物語3話)
メフィラ
マーのクラスメイトのひとり。迷信深く、セブのコンピューター占いのを気にしてる。(ことわざ物語11話)
ペガ
マーのクラスメイトのひとり。メフィラの子分で、メフィラのことを「アニキ」と呼んでいる。
ゴモタン
マーのクラスメイトのひとり。気はやさしくて温厚。
エレピー
マーのクラスメイトのひとり。普段は温厚だが、怒ると電気を流す。
タッコン
グローサー先生
マーたちの学校の先生であり、生徒たちを厳しくも温かく見守る。本来のモデルである怪獣は不明。
ポリポリ

## アニメ作品

### テレビアニメ
- ウルトラマンキッズのことわざ物語

全26話。1986年4月16日〜11月19日までTBS系列で放送。
- ウルトラマンキッズ 母をたずねて3000万光年

1991年11月17日〜1992年5月24日までNHK衛星第2テレビジョンで放送。

### 劇場版
- ウルトラマンキッズ M7.8星のゆかいな仲間

1984年3月公開。ウルトラマンZOFFY ウルトラの戦士VS大怪獣軍団の併映。
- ウルトラマン大会（フェスティバル）

1989年4月28日公開。『ウルトラマンUSA』『ウルトラマン 恐怖のルート87』『ウルトラマンA 大蟻超獣対ウルトラ兄弟』からなる三本立ての合間に数分の解説アニメが挿入された。

### 防災アニメ
ウルトラマンキッズの消防隊（ウルトラマンキッズのしょうぼうたい）
円谷プロダクションが製作した防災アニメ。マー役は山田恭子。
ストーリー
火が使われ始めた大昔の夢を見たマーが、火の用心について学んでいく。

## 漫画版
- 『テレビマガジン』にて1983年頃から1988年6月号まで連載された。作画は細井雄二。
- 『コミックボンボン』にて1992年3月号から5月号に短期集中で漫画版が連載された。作画は安土じょう。